# Chiesa di Santa Maria Maddalena (Bellusco)
La chiesa di Santa Maria Maddalena, o più semplicemente chiesa di Camuzzago, è un edificio di culto situato a Camuzzago, rione di Bellusco, in provincia di Monza e della Brianza e arcidiocesi di Milano.

## Storia e descrizione
La chiesa forma, unitamente alle costruzioni rurali attigue, un agglomerato le cui origini risalgono forse al periodo romano; qui venne fondato un convento dei frati del Santo Sepolcro, i quali erano specificatamente incaricati di assistere i pellegrini diretti verso la Terra santa. Il convento godette di notevole fama per tutto il Medioevo, divenendo uno tra i più fiorenti della regione.
Il complesso è stato completamente riqualificato, con la ristrutturazione della chiesa e della attigua cascina. Sono stati creati anche strutture di servizio tra cui un ristorante, una palestra e un campo da golf.

## Descrizione
La chiesa di Santa Maria Maddalena ospita un vasto ciclo di affreschi raffiguranti le Storie di Maria Maddalena oltre ad una pala d'altare che raffigura la Deposizione nel Sepolcro entrambi sono opera di Bernardino Butinone, e vi collaborò forse Nicola Moietta.